# Toğrul Əsgərov
Toğrul Əsgərov, accreditato come Toghrul Asgarov secondo la traslitterazione anglosassone (Gəncə, 17 settembre 1992), è un lottatore azero nella categoria 60 kg (libera), categoria in cui si è laureato campione olimpico ai Giochi della XXX Olimpiade di Londra.

## Palmarès
- Giochi olimpici

Londra 2012: oro nei 60 kg.
Rio de Janeiro 2016: argento nei 65 kg.
- Mondiali

Mosca 2010: argento nei 55 kg.
- Europei

Belgrado 2012: oro nei 60 kg.
- Giochi europei

Baku 2015: oro nei 65 kg.